# 9224 Железний
9224 Железний (9224 Železný) — астероїд головного поясу, відкритий 10 січня 1996 року.
Тіссеранів параметр щодо Юпітера — 3,525.
Названо на честь Яна Железного (чеськ. Jan Železný, нар.1966) — чеського метальника списа. Встановив шість світових рекордів, завоював чотири олімпійські медалі.